# Історія Млієва
Основна стаття: Мліїв

## Стародавність
Мліїв — стародавнє поселення. Річкова долина, що заросла густими лісами, багатими на дичину, була сприятлива для проживання людини, тому вона освоювалася ще в глибоку давнину. Свідченням цього є археологічні знахідки — кам'яні знаряддя праці доби пізнього палеоліту і ранньої бронзи.
Однією із знахідок є руїни будівлі, яка розташована справа від дороги. Тією дорогою можна скоротити шлях до Ірдиня. на дорозі також є знак AQ-3

## Нові часи
Перша писемна згадка про Мліїв належить до 1499 року, коли він належав Васькевичам, проте є припущення, що історія поселення сягає часів Київської Русі. Поселення мало ще дві назви — Мгліїв та Імлів. Існує декілька версій про їхнє походження:
- за першою, основною, в основі назви антропоніми — імена половецьких ханів. У літописі та пізніших історичних документах згадуються хани Томглій та Ітомглій. Історики припускають, що назва села походить саме від цих імен — Томгліїв, Імгліїв, Мгліїв, Мліїв;
- на думку краєзнавця Миколи Щербини в основі назви може бути апелятив — давньоруське і російське слово «мгла», українські «імла», «мла», тобто темрява, туман, марево. Саме такою особливістю могла характеризуватися в давнину долина, де з'явилися перші оселі;
- ще дві версії пов'язані з місцевими легендами і переказами. Так в одній з легенд йдеться про те, що за часів польської шляхти територія села певний час нікому не належала і була згодом подарована княгині Євмглії[2].

На початку 17 століття у власності Христини Коренівської, до шлюбу Зубрик, з 28 березня 1633 — коронного гетьмана Станіслава Конецпольського, який купив його в районі Тясмину одночасно з такими як: Орловець, Тясмин (Смілу), Балаклій, Городище, Жаботин тощо... Станіслав Конецпольський, щоб скорити його мешканців, звернувся на допомогу до польського короля Сигізмунда. Та застосування сили не вирішили справи, тому магнат пішов на уступки, давши селянам обіцянку «свободи» на 15—20 років. Завдяки цьому Мліїв почав зростати, перетворився на містечко і став центром волості, до якої входило кілька сіл. Його населення займалось переважно сільським господарством, а також виробництвом фарби з черевцю, добуванням смольчуги та іншими промислами. Внаслідок цього власники Млієва отримували значні прибутки — близько 200 тисяч талерів на рік.
В 1648 році Млієвом оволоділи війська Богдана Хмельницького і він став ранговим містечком гетьмана.
У першій половині січня 1654 року для приведення до присяги володарю царю та великому князю Олексію Михайловичу брацлавського полку, серед інших ґородів і у ґородах Новий Мгліїв та Старий Мгліїв, був посланий князь Федір Барятинський.
У ґороді Новий Мгліїв присягу склали: 1 сотник, 1 сотенний отаман, 1 сотенний осавул, 208 козаків, 13 міщан. У ґороді Старий Мгліїв присягу склали: 1 сотенний отаман, 1 сотенний осавул, 40 козаків, 34 міщанина.
В 1661 році, за постановою сейму, Мліїв знову був закріплений за Конецпольським. З початку XVIII століття Мліїв з округою належав князю Любомирському.
В середині 18 століття в селі існувало дві дерев'яні церкви:
- Успенська, збудована в 1746 році. Проіснувала до 1842 року;
- Троїцька, 1738 року побудови, перебудована в 1827 році кам'яною[8].

1766 року в селі почалося заворушення проти насадження католицизму. Мліївці не пустили до церкви місцевого попа, який перейшов на бік уніатів і готовувалися до збройного опору. Шляхті вдалося схопити одного з найактивніших борців Данила Кушніра, якому на очах зігнаних на майдан селян відтяли голову і прибили до стовпа, а тіло спалили.

## Новітня історія
На початку XIX століття Мліїв перейшов у власність до Єлизавети Браницької, дружини князя Воронцова.
40—70-ті роки XIX століття характерні для Млієва часом бурхливої промислово-торговельної діяльності цукрозаводчиків Яхненків-Симиренків. Тут діяли промислові підприємства, ще 1848 року збудовано поблизу Млієва перший у Росії паровий цукровий завод, невдовзі і рафінадний. У 50-х роках тут з'явився машинобудівний завод, обладнаний новітнім устаткуванням. Поступово він став одним з провідних підприємств України. Його основна продукція — парові машини та інше обладнання для цукрових заводів не поступалося перед продукцією відомих європейських фірм. У 1853 році на цьому ж заводі збудовано пароплав, на якому Дніпром перевозилися товари і який відігравав значну роль у тогівельних операціях того часу.
В середині 19 століття за даними Лаврентія Похилевича в селі мешкало 4269 православних, 10 римокатоликів і 79 євреїв.
У 1866 році в Млієві діяло 20 млинів (кілька водяних, решта — вітряні). На кінець XIX століття в селі діяли 43 млини. Працювало також 5 олійниць, які належали не тільки поміщикам, а і місцевим заможним селянам. Збільшувався й обсяг виробництва. З 1860 до 1868 року вартість річної продукції лише промислових підприємств, що належали власникам Яхненкам і Симиренку (цукровий та машинобудівний заводи, паровий млин, газове підприємство), зросла на 15 %. Після закінчення в 1887 році строку орендного договору на землю, мліївську цукрозаводчики припинили виробництво. Їхні приміщення були переобладнані під казарми для 49-ї кавалерійської бригади.
З 5 290 чоловік населення, що налічувалося у Млієві 1866 року, на цукрових заводах працювало 850, на машинобудівному 563 та 87 чоловік працювало на вітряках. Поденна плата на вітряках становила 20—25 копійок, на цукрових заводах 15—45 карбованців на місяць
Селянська реформа 1861 року не принесла економічного визволення для більшості мліївських селян. Із 702 усіх дворів лише 16 тяглових одержали повні наділи, 632 піші господарства — половинні наділи, а 54 городники взагалі не отримали польової землі. За уставною грамотою 1863 року селяни мали викупити 2 854,5 десятини польової і присадибної землі. Одна десятина оцінювалась по 46,5 карбованців у той час як середня ціна на землю у Київській губернії в 1863–1872 роках становила 32,3 карбованців за десятину. Протягом 49 років селяни повинні були виплатити 135,9 тисяч карбованців.
Сільське господарство в кінці XIX століття займалось переважно вирощуванням озимої пшениці, жита, вівса, проса, цукрових буряків. Приділялась також увага тваринництву, зокрема вівчарству.
На кінець 19 століття в селі мешкало 6 769 жителів, було 917 дворів, працювали школа, лікарня, заводи цукровобуряковий і цегельний.
Станом на 1912 рік 1 562 селянські двори мали 2 416 десятин землі, зних 432 двори мали менше десятини, а 184 були беземельними. Мліївські селяни мали 836 коней і волів, в 419 господарствах не було робочої худоби.

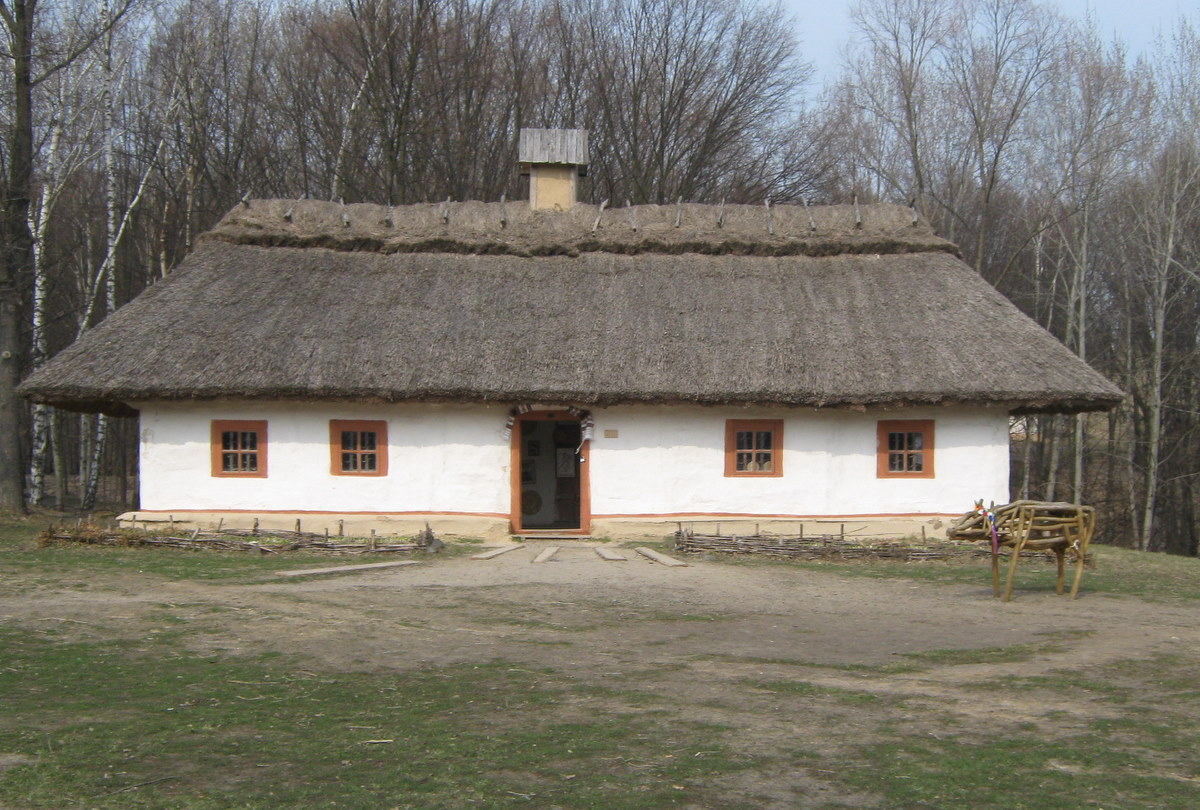
Сільська управа початку 20 століття з Млієва у музеї в Пирогові.

В справі освіти Мліїв кінця ХІХ, початку ХХ століття значно відрізнявся від інших сіл Черкаського повіту. В селі крім невеликої церковнопарафіяльної школи, діяли також технічне училище при цукрових заводах (з 1850-го до 1887 року) та відкриті відомим українським вченим-садоводом Л. П. Симиренком школа садівників і початкова школа для селянських дітей (з 1895 року). Напередодні Жовтневого перевороту 1917 року в селі працювали дві початкові однокласні та (з 1907 року) земська двокласна школи. В них навчалося близько 200 дітей, викладали 8 учителів. У селі також діяла невелика земська бібліотека, в якій налічувалось 558 книг (з них 61 українською мовою).
У лютому 1918 року створено волосний ревком під головуванням мліївського селянина І. В. Середи. В березні того ж року село окупували німецькі війська. Багато мешканців в той час вступили до партизанського загону, яким командував житель села Старосілля П. М. Ільченко. На початку 1919 року в селі встановилася влада Директорії, в серпні того ж року до села ввійшли війська генерала Денікіна.

### Мліївська республіка
Наприкінці 1919 — початку 1920 року повстанці під керівництвом отамана Трохима Голого (Бабенко) розгромили білогвардійський штаб в приміщенні Городищенської сільськогосподарської школи та відновили владу УНР. Очолювана Голим Мліївська республіка входила до Холодноярської республіки. Його загін, до складу якого входили й жителі Млієва, налічував до 6 тисяч осіб.
До республіки входили лісові урочища, де таборилися повстанці: Середин Яр, Марусин Яр, Ламані гори, Недашівський став. Базою для отамана став Мліїв. Повстанці боролися проти більшовиків, відстоювали інтереси селянства, перешкоджали діяльності чекістських прод-загонів. На підході до села стояв блокпост, шлях перекривав шлагбаум із табличкою «Мліївська республіка».
Протягом 1921–1922 років, завдяки ряду спецоперацій та терору ЧК — Мліївська республіка та національний повстанських рух в околицях були ліквідовані.

### Радянська доба
В 1920 році були створені Мліївське лісництво, на базі помологічного розсадника Левка Симиренка, Мліївську науково-дослідну станціюсадівництва і плодоовочівництва. Її очолив син Л. П. Симиренка — В. Л. Симиренко. Станції було виділено 150 десятин землі. Ще навесні 1920 року в селі почали працювати три народні школи, в яких вдень навчалися діти, а ввечері здобували грамоту дорослі. Відкрито дитячі ясла.
В 1923 році в селі створено Товариство спільної обробки землі «Світ села». Для обробітку 24 га землі товариство мало двоє коней. В 1925 році селяни придбали перший трактор, а ще через два роки сівалку, молотарку, жниварку, був збудований механічний млин та олійниця. Станом на 1926 рік в селі було понад 2 тисячі дворів, на які припадало 435 коней і 545 волів. З 1927-го року в селі почали постійно демонструвати кінофільми. Одна з трьох шкіл стала семирічною.
Наприкінці 1931 року в селі крім артілі ім. Челюскіна (колишній «Світ села»), організовані ще дві — ім. В. І. Леніна та «Переможець». Тоді ж утворилася промислово-сільськогосподарська артіль «Прогрес», яка виробляла різноманітні знаряддя із дерева. Після створення у 1930-му році Городищенської МТС колгоспи отримали допомогу тракторами та іншими сільськогосподарськими машинами. Мліївські поля обробляли десять тракторів, три комбайни, в розпорядженні артілей було сім автомашин. Основними напрямками господарств було вирощування пшениці, жита і цукрових буряків. Значне місце займало садівництво і тваринництво. На початку 30-х років у Млієві працювали дві амбулаторії, пологовий будинок, акушерський пункт.
З 1935 року село почали електрифіковувати на базі Корсунської державної ГЕС. В 1939 році семирічна школа села була переорганізована в середню, а дві інші початкові стали семирічними. В усіх мліївських школах у 1940/41 навчальному році навчалось понад 700 дітей, працювали 34 вчителі.

#### Радянсько-німецька війна
Село було окуповане німецькими військами 2 серпня 1941 року. У приміщеннях дослідної станції, шкіл та установ розмістилися комендатура, склади, розквартирувалися окупанти. Школи, клуби, бібліотеки були закриті. Книги — спалені. На весні 1942 року почалося масове вивезення жителів села на роботи до Німеччини. Всього було вивезено 240 мліївців.
В серпні 1942 року під керівництвом Я. К. Гордійка у Млієві почала діяти підпільна організація, яка виготовила радіоприймач і доводила до населення зведення Радінформбюро. З 1943 рокуі мліївці дійово допомагали партизанському загонові ім. Пожарського, який діяв у навколишніх лісах. Вони збирали відомості про ворога, доставляли у загін зброю і продукти харчування.
6 лютого 1944 року частини 72-ї та 254-ї стрілецьких дивізій 52-ї армії підійшли до села і з боями 9 лютого відвоювали його.
За час радянсько-німецької війни понад 1 100 жителів села воювали з загарбниками, 550 з них загинули, близько 200 повернулися з війни інвалідами.

#### Повоєнні роки
В післявоєнні роки в селі почалася відбудова господарства. В артілі ім. Леніна селянам вдалося зберегти 104 коней і 4 воли, в колгоспі «Переможець» було лише 9 лошат і одне теля. Селяни запрягали в борони не лише коней, а й корів, відремонтували два трактора, захованих у лісі. Вже навесні 1944 року в селі запрацювала школа.
На будівництво шахт Донбасу, а пізніше на освоєння цілинник земель поїхало 110 мліївських юнаків і дівчат.
Наново створені після війни колгоспні ферми на початку 1950 року мали близько 300 свиней, 130 волів, понад 320 корів тощо. Колгоспи розвивали переважно м'ясо-молочне тваринництво. Розвивалось і садівництво.
Протягом 1950–1960 років у Млієві побудовано п'ять промислових підприємств. Найбільшим був завод «Сільгоспдеталь», що виріс на базі промислової артілі «Прогрес», де виготовляли запасні частини для сільськогосподарських машин та вироби культурно-побутового призначення. Також діяли три цегельних заводи, лісопильний завод та вальцовий млин.
На початку 50-х років відкрито чотири кінозали, один з яких 1961 року було переобладнано для демонстрування широкоекранних кінофільмів.
В 1960 році колгоспи ім. Челюскінців та «Переможець» об'єдналися в один — ім. Л. П. Симиренка. Протягом 1966–1970 років колгоспи збудували понад 30 тваринницьких приміщень, зерносховища, фруктові склади, гаражі, різні майстерні тощо.
В 1970 році відкрито новий будинок культури з кінозалом на 650 місць, бібліотекою з просторим читальним залом, кімнатами для занять гуртків художньої самодіяльності.
Станом на 1972 рік в селі мешкало 7,5 тисяч осіб. Мліївські колгоспи мали 34 трактори, 50 автомашиш, 21 комбайн, 153 електромотори. В селі працювали 15 магазинів, а також кравецька, шевська, годинникова майстерні, фотоательє. Діяла лікарня на 25 ліжок, дві амбулаторії з рентгенівським, стоматологічним та гінекологічним кабінетами, два фельдшерсько-акушерські пункти, пологовий будинок. Медичний персонал складався з двох лікарів та 15 фельдшерів і акушерів. Крім середньої та двох восмирічних шкіл, де навчалося понад 1 000 учнів, в селі також працювала вечірня школа. При мліївській науково-дослідній станції садівництва і плодоовочівництва працювала однорічна школа колгоспних садівників. Загальна кількість вчителів і вихователів становила 62 чоловік. При школах діяли біологічні, фізичні, хімічні кабінети, спортивні зали, стадіон, столярна майстерня. Учні середньої школи створили один з перших в республіці шкільний історико-краєзнавчий музей. В селі працювало вісім бібліотек, одна з них — наукова.
У середині 70-х на початку 80-х років господарства села Млієва міцніли й розбудовувались. Колгосп ім. Симиренка, очолюваний єдиною серед голів колгоспів району жінкою О. Г. Сукач, продавав державі понад тисячу центнерів молока, мав найвищі врожаї зернових і технічних культур. Господарство майже постійно утримувало Перехідний Червоний Прапор, а його керівник О. Г. Сукач була нагороджена орденом Трудового Червоного Прапора.

## Роки незалежної України
Складними для мліївських господарств та й для жителів села були 90-ті роки — становлення незалежності України.
У період роздержавлення на базі Мліївського заводу технологічного обладнання створено акціонерне товариство з такою ж назвою, голова правління заслужений працівник промисловості України В. А. Ропало понад тридцять років очолює це підприємство.